# Gemalen in Friesland
In Friesland staan enkele honderden gemalen die het water afvoeren ten behoeve van het polderpeil en de Friese boezem.

## Geschiedenis
De eerste gemalen waren van het type stoomgemaal, waarvan het bekendste het ir. D.F. Woudagemaal bij Lemmer is. Bijna alle stoomgemalen werden later omgebouwd tot elektrische gemalen. Daarna kwamen er ook veel kleinere elektrische gemalen om het polderpeil te regelen. De gemalen vervingen de vele poldermolens bij het afvoeren van het water. De meeste molens werden later gesloopt. De kleine gemalen waren eerst gebouwen, maar later werden er alleen kasten (meestal donkergroen of donkerblauw van kleur) geplaatst.

## Gemalen
| Plaats         | Gemaal                   | Jaar       | Afbeelding               |
| -------------- | ------------------------ | ---------- | ------------------------ |
| Echten         | Gemaal Echten            | 1913       | Gemaal Echten            |
| Ezumazijl      | Gemaal Dongerdielen      | 1931       | Gemaal Dongeradiel       |
| Gersloot       | Gemaal De Fjouwer Kriten | 1976       | Gemaal De Fjouwer Kriten |
| Heerenveen     | Gemaal Foorutgang        | 1969       | Gemaal Foorutgang        |
| Langelille     | Jan Nijlandgemaal        | 1929       |                          |
| Lemmer         | ir. D.F. Woudagemaal     | 1920       | Woudagemaal              |
| Makkum         | Gemaal Makkum            | 1881       |                          |
| Marrum         | De Heining               | 2018       | De Heining               |
| Nij Beets      | Sudergemaal              | 1924       | Sudergemaal              |
| Nijelamer      | Gemaal Nijelamer         | 1929       | Gemaal Nijelamer         |
| Oldeouwer      | J.Th. Kemmegemaal        | 1926       | Gemaal Oldeouwer         |
| Oldeouwer      | Gemalen Nijega & Trijega | 1992, 2017 |                          |
| Roptazijl      | Ropta                    | 1973       | Gemaal Roptazijl         |
| Sintjohannesga | Gemaal De Grie           | 1930       | Gemaal De Grie           |
| Stavoren       | J.L. Hooglandgemaal      | 1966       | J.L. Hooglandgemaal      |
| Vierhuis       | Gemaal Fjouwerhûs        | 1932       | Gemaal Fjouwerhûs        |
| Zwarte Haan    | H.G. Miedemagemaal       | 1973       | H.G. Miedemagemaal       |

## Kaart
aquaducten ·
gemalen ·
kerkgebouwen ·
klokkenstoelen ·
sluizen en stuwen ·
stadhuizen ·
stationsgebouwen ·
stinsen ·
vuurtorens ·
waaggebouwen ·
watertorens ·
windmolens ·
windmotoren